# Carambeí
Carambeí là một đô thị thuộc bang Paraná, Brasil. Đô thị này có diện tích 649,679 km², dân số năm 2007 là 17301 người, mật độ 27 người/km².